# アウグスト・セスペデス
アウグスト・セスペデス・パッツィ(Augusto Céspedes Patzi、1904年 - 1997年）はボリビアのジャーナリスト、作家、政治家である。ニックネームは『チュエコ』。

## 略歴
パブロ・セスペデスとアドリアーナ・パッツィ・イトゥリの息子。幼児期から青春時代はコチャバンバに住んでおり、スクレの国立高校を卒業した。詩人、マン・セスペッドの甥で、初めての仕事はアデラ・サムディオと共に『アートや仕事』という雑誌に係わった。
ラパスのサン・アンドレス大学で法律の学位を取得したが、政治とジャーナリズムの道に進んだ。
彼は女優のマティルデ・ガルヴィアと結婚した。

### ジャーナリズムとチャコ戦争
姉ヨランダの夫カルロス・モンテネグロと友情を築いた。両者は政治及び報道に貢献するが、彼らは反対派の政治的、イデオロギーに対し激しいジャーナリズム批判を続けたため、世間からは嫌われた。
1927年頃、セスペデスは新聞記者としてエル・ディアリオ及びエル・ウニヴェサルで活躍する。
セスペデスは1932年にボリビア・パラグアイとのチャコ戦争にジャーナリストとして送り込まれる。彼の報告書は書籍（Crónicas heroicas de una guerra estúpida）にまとめられ1975年に出版された。
セスペデスは1936年にチャコ戦争を描いた『サングレ・デ・メスティソス』(Sangre de mestizos)を出版する。セスペデスは1942年にビクトル・パス・エステンソロ、エルナン・シレス・スアソ、ウォルター・ゲバラ・アルセ、カルロス・モンテネグロ、ヘルマン・モンロイ・ブロック、アルマンド・アルセ、ハビエル・デル・グラナド、ホセ・クアドロス・キロガ等と共に民族革命運動党（MNR)を設立した。
1946年に鉱業の起業家 シモン・パティ－ニョの伝記をフィクションにした小説『メタル・デル・ディアブロ』を発表する。

### 最期
セスペデスは政治家として、ボリビアの議会議員（1938年、1944年、1956年の3回）と外交官代理を勤めた。1945年にはパラグアイのボリビア大使として、1953年にはイタリアに赴任し、1978年にユネスコの大使として活躍した。

## 作品
- Sangre de Mestizos: relatos de la guerra del Chaco (El pozo, La paraguaya, la coronela...etc) (1936)
- Metal del diablo, novela (1946)
- El dictador suicida: 40 años de historia boliviana (1956)
- El presidente colgado (1966)
- Trópico enamorado, novela (1968)
- Salamanca o el metafísico del fracaso (1973)
- Crónicas heroicas de una guerra estúpida (1975)
- Las dos queridas del tirano (1984)